# Neal Stephenson
Neal Town Stephenson (Fort Meade, Maryland, 1959. október 31. –) elsősorban sci-fi műveiről ismert amerikai író.
Könyveiben jellegzetes, visszatérő motívumként bukkannak fel a matematikai, pénzügyi és tudománytörténeti szálak.
Regényei mellett cikkeket is ír a Wired Magazine számára, részmunkaidőben pedig az Amazon vezetője, Jeff Bezos által alapított Blue Origin nevű cég tanácsadójaként dolgozik. A Blue Origin célja egy szuborbitális kilövőrendszer kifejlesztése. Magyarul eddig megjelent művei az 1992-es Snow Crash című regény (2006-ban), az 1995-ös Gyémántkor (The Diamond Age) címmel 2011-ben, és a Seveneves – A hét Éva 2015-ben.

## Élete
A Maryland állambeli Fort Meade-ben született, családtagjai között számos tudós és mérnök található meg: apja villamosmérnök professzor, apai nagyapja fizika professzor, anyja egy biokémiai laboratóriumban dolgozott, anyai nagyapja pedig biokémia professzor volt.
1960-ban az Illinois állambeli Champaign-Urbana-ba, 1966-ban pedig Ames-be (Iowa állam) költözött, ahol középiskolai tanulmányait 1977-ben fejezte be. Ezután a Bostoni Egyetemen tanult tovább, ahol kezdetben fizikára szakosodott, majd miután felismerte, hogy így több időt tölthet az egyetem nagyszámítógépén, átváltott földrajz szakra. 1981-ben diplomázott földrajzból és fizikából. 
Első regénye, a The Big U, 1984-ben jelent meg. Ez a műve sosem lett igazán népszerű és egy ideig nem is volt nyomtatásban.  Csak később adták ki újra. 1984 óta az USA északnyugati részén él, jelenleg Seattle-ben lakik családjával.

## Művei
A The Big U utáni első műve a Zodiac című öko-krimi volt, mielőtt az 1990-es évek elején igazi hírnévre tett volna szert Snow Crash című, 1992-ben megjelent regényével. Ebben ötvözi a mezopotámiai mitológiát a  memetikával, számítógépes vírusokkal és más technológiai témákkal, miközben a libertarianizmus, a laissez-faire kapitalizmus és a kommunizmus közti különbségeket elemzi. A könyv 2006-ban jelent meg magyarul.
További regényei:
- (The Diamond Age, 1995, magyarul 2011-ben jelent meg.), egy olyan jövőben játszódik, ahol meghatározóvá válik a nanotechnológia. Az egyik legismertebb poszt-cyberpunk regénnyé nőtte ki magát az évek során.
  - Gyémántkor, 1-2.; ford. Juhász Viktor, Maleczki B. Miklós; Metropolis Media, Bp., 2011 (Galaktika fantasztikus könyvek)
- Cryptonomicon (1999), részben a második világháború idején, részben napjainkban játszódó regény. Témái között megtalálható számítástudomány, Alan Turing a német Enigma kód feltörésére irányuló kutatása és egy modern kriptográfiát alkalmazó adatpark létrehozása.
- The Baroque Cycle nyolc könyvből álló, de A Gyűrűk Urához hasonlóan, eredetileg három kötetben publikált regényfolyam.
  - Quicksilver (2003) (a Quicksilver, King of the Vagabonds és az Odalisque könyveket tartalmazza)
  - The Confusion (2004) (a Bonanza és Juncto könyveket tartalmazza)
- Snow crash; ford. Kodaj Dániel; Metropolis Media, Bp., 2006 (Galaktika fantasztikus könyvek)
  - The System of the World (2004) (a Solomon's Gold, Currency és a System of the World könyveket tartalmazza).
- Anathem (2008)
- The Mongoliad (2010)
- Reamde (2011)
- Seveneves – A hét Éva (2015)
  - Seveneves. A hét Éva; ford. Galamb Zoltán; Fumax, Bp., 2016
- Neal Stephenson–Nicole Galland: A DODO felemelkedése és bukása; ford. Kodaj Dániel; Fumax, Bp., 2018 (Fumax SF extra)

### Magyarul
- Snow crash; ford. Kodaj Dániel; Metropolis Media, Bp., 2006 (Galaktika fantasztikus könyvek)
- Gyémántkor, 1-2.; ford. Juhász Viktor, Maleczki B. Miklós; Metropolis Media, Bp., 2011 (Galaktika fantasztikus könyvek)
- Seveneves. A hét Éva; ford. Galamb Zoltán; Fumax, Bp., 2016
- Neal Stephenson–Nicole Galland: A DODO felemelkedése és bukása; ford. Kodaj Dániel; Fumax, Bp., 2018 (Fumax SF extra)
- Termination shock. Az összeomlás kora; ford. Varró Attila; Fumax, Bp., 2022 (Fumax SF extra)